# National Geographic Channel
National Geographic is een Amerikaans televisienetwerk, dat programma's levert via kabeltelevisiebedrijven.
National Geographic Channel zendt documentaires over natuur en wetenschap uit, die gemaakt worden door de National Geographic Society, die ook het tijdschrift National Geographic Magazine uitgeeft.
Het netwerk zendt uit in diverse landen, waarbij ondertiteling en/of geluidskanalen in diverse talen worden meegestuurd. Maar er zijn tegenwoordig ook versies in lokale talen, onder meer in België en Nederland bijvoorbeeld. In Europa worden de landelijke activiteiten beheerd door een joint venture tussen Fox Networks Group en de National Geographic Society.
De programma's van Discovery Channel zijn deels vergelijkbaar met die van NGC, en de twee kanalen kunnen daarom als concurrenten worden beschouwd. Discovery zet echter meer in op programma's over buitengewone motorfietsen, schrootwedstrijden en gepimpte auto's. Programma's van NGC kenmerken zich vaak door onbeantwoorde vragen die men zichzelf stelt. In een gemiddelde uitzending kunnen 10 tot 20 vragen van de verteller voorkomen als, "Could this be the cause of...", "Could that be the reason for....", etc. Van deze vragen worden er per programma hooguit 1 of 2 echt beantwoord.
In Nederland startte Discovery op 1 augustus 2005 de actie, Zet Discovery Channel op 9. Hierdoor is er aan het logo van Discovery Channel "9" toegevoegd. National Geographic startte dezelfde dag de actie; Zet National Geographic Channel op 11!, maar met het verschil dat de 11 niet in logo te zien is.
De versie van National Geographic in Nederland is via NGC Network International LLC voor 73,2 % in handen van Keith Rupert Murdoch's 21 Century Fox en voor 26,8 % van de National Geographic Society. In de Verenigde Staten bezit News Corp 67 % van de Amerikaanse versie (NGC-National Geographic United States LLC). NBC Universal had tot eind 2006 een belang in de zender, maar verkocht dit aan het toenmalige News Corp (voorloper 21 Century Fox) waardoor deze de meerderheid van de zender (wereldwijd) in handen kreeg. Na een aandelenruil in de zomer van 2014 tussen BSkyB, Sky Italia en Sky Deutschland, verkreeg 21 Century 73,2 % van de aandelen (was 52,2%).
National Geographic is overigens ook met een tweede zender actief onder de naam Adventure One gericht op jongeren. Deze zender is in Europa een mislukking. Als gevolg daarvan is deze zender op 1 maart 2007 in de meeste markten omgedoopt tot Nat Geo Wild met vooral reportages over de rauwe, wilde, woeste natuur. In Italië is National Geographic Channel nog wel actief geweest met Adventure One, alsmede met een muziekzender met vooral wereldmuziek onder de naam Nat Geo Music. Beiden waren een mislukking waarna Nat Geo Music is gestopt; Nat Geo Adventure is omgedoopt tot Nat Geo People.